# إيثيل التلوتريستات
إيثيل التلوتريستات (بالإنجليزية: Telotristat ethyl)‏ هو دواء أولي يُستعمل في علاج:
- المتلازمة السرطاوية[7]
- الورم السرطاوي[7]